# La rabbia (film 2000)
La rabbia è un film del 2000 diretto da Davide Ferrario.
Si tratta di un film di montaggio ispirato al film La rabbia di Pier Paolo Pasolini.